# ديلان بورليه

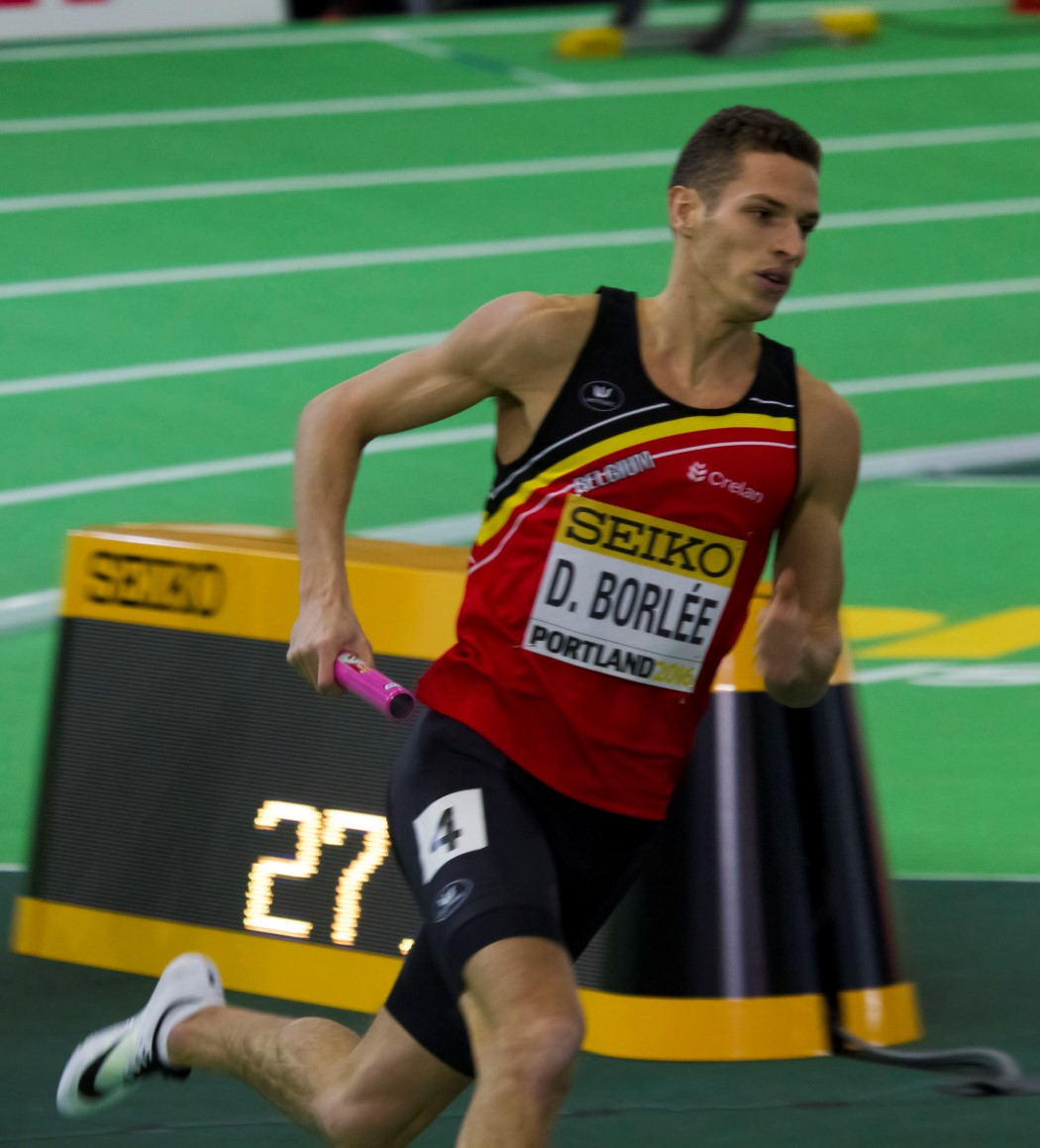
ديلان بورليه في سباق 4×400 متر في سنة 2016

ديلان بورليه (بالفرنسية: Dylan Borlée)‏ هو عداء مسافات قصيرة بلجيكي ولد في يوم 20 سبتمبر 1992 في بلدة فولوف سانت لامبيرت في بلجيكا، أختص بسباقات ال400 متر وأشتهر مع أخويه كيفن بورليه وجوناثان بورليه بتوفقهم في بلجيكا مع شقيقتهم الأخرى أوليفيا بورليه، أفضل رقم شخصي سجله في سباق ال400 متر هو 45.57 ثانية سجله في سنة 2015 وأفضل رقم له في ال200 متر هو 21.51 سجله في سنة 2013، أبرز إنجازاته هو فوزه بالميدالية الذهبية مع الفريق في سباق 4×400 متر في بطولة أوروبا لألعاب القوى داخل الصالات 2015 في براغ.

## وصلات خارجية
- ديلان بورليه على موقع الاتحاد الدولي لألعاب القوى (الإنجليزية)
- ديلان بورليه على موقع الاتحاد الأوروبي لألعاب القوى (الإنجليزية)
- ديلان بورليه على موقع الدوري الماسي (الإنجليزية)
- ديلان بورليه على موقع اللجنة الأولمبية الدولية (الإنجليزية)
- ديلان بورليه على موقع أوليمبيديا (الإنجليزية)
- ديلان بورليه على موقع اللجنة الأولمبية البلجيكية (الهولندية)

- ديلان بورليه على موقع الاتحاد الدولي لألعاب القوى